# Palinges
Palinges [palɛ̃ʒ] ist eine französische Gemeinde mit 1413 Einwohnern (Stand 1. Januar 2022) im Département Saône-et-Loire in der Region Bourgogne-Franche-Comté. Sie gehört zum Kommunalverband Nord Charolais.

## Sehenswürdigkeiten

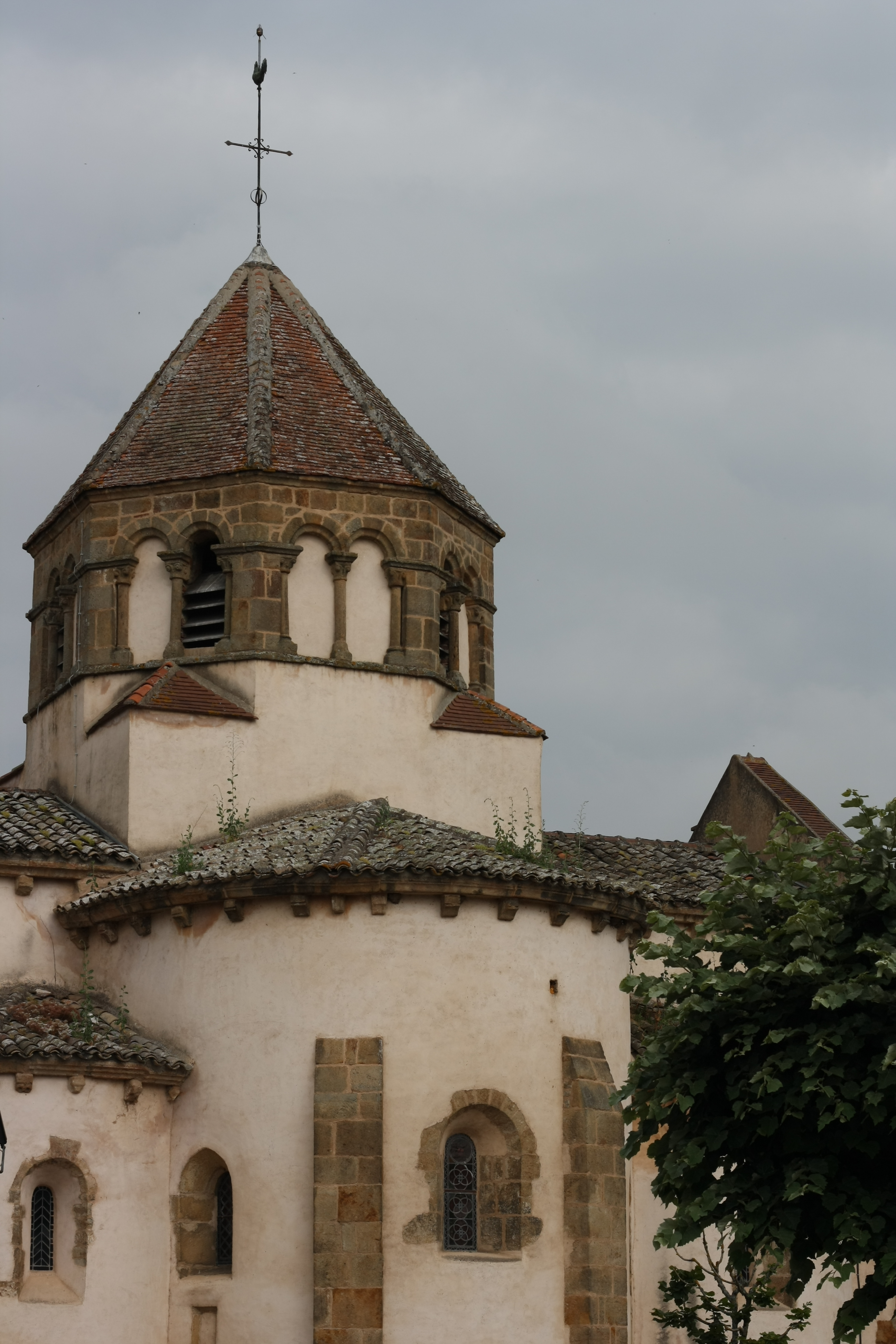
Notre-Dame de l’Assomption

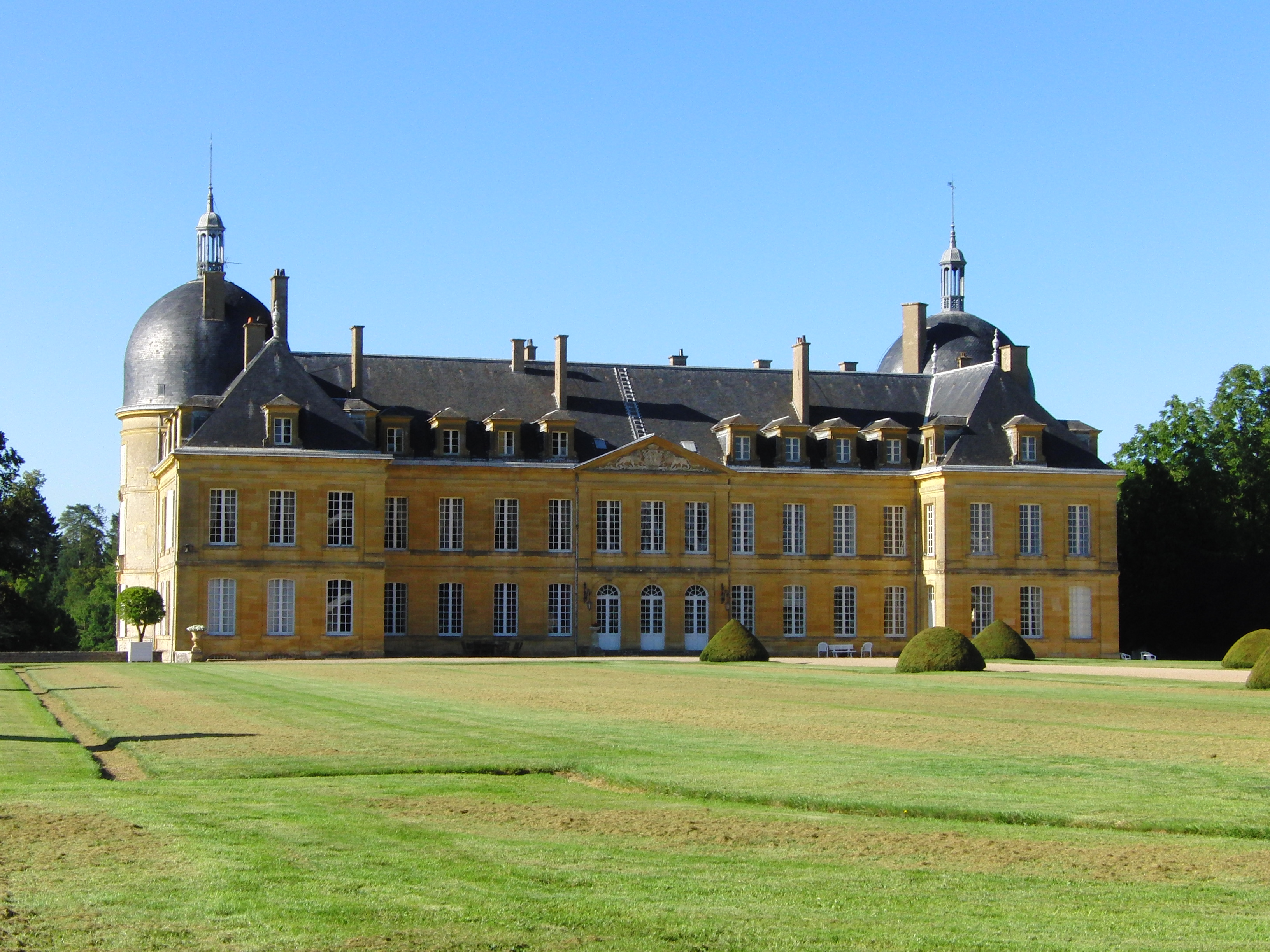
Château de Digoine

- Notre-Dame de l’Assomption
- Château de Digoine